# Клаусхолм (имение)
Замъкът Клаусхолм е голяма къща, намираща се 12 км южно от Рендерс и в източната част на Юлан. Замъкът е един от най-добрите образци на барокова сграда в Дания.

## История
Замъкът се датира от края на 12 век, но за първи път е споменат през 14 век, когато негов собственик е Леу Оуесен – един от лидерите на юта въстанието срещу Валдемар Атердай. По това време Клаусхолм е сграда с четири крила, обградена с ров. Но когато първият министър-председател, големият канцлер Конрад фон Ревентоу придобил имота през 1960 г., като сградата се намира в окаяно състояние и на нейно място е построена сегашната двуетажна, трикрилена сграда. Проектирана е от датския архитект Ерст Бранденбургер със съдействието на шведа Никодим Тесин Млади.
Замъкът Клаусхолм е проектиран, така че Големият канцлер да може да живее на първия етаж, а на втория, по-висок и с повече декоративни елементи да могат да се настаняват кралски посетители. Замъкът и градината са най-ранните и добри образци от бароковия период.
Благодарение на дъщерята на Конрад фон Ревентоу, Анна София Ревентоу, замъкът придобива популярност, когато тя е отвлечена като любовница на царя Фредерик IV Датски. Анна София става кралица през 1721 г. Когато царят умира през 1730 г., тя се завръща в Клаусхолм с нейния корт.
В замъкът се намира капела, която е декорирана от Анна София. В нея се намира един от най-старите органи, построени около 1700 г. от братята Ботцен от Копенхаген

## Реставрации
Липсата на питейна вода и електричество в замъка за дълъг период от време го прави обитаем само през летния период на годината. През 1964 г., новият собственик Хенрик и Рут Бернер реновират сградата, като резултат замъкът се връща към нормалното си обитание.
Реставрационните работи отнемат значителен период от време, сериозна грижа е положена за запазване на историческото наследство, като те продължават от 1730 г. и до днес. Сериозни усилия са положени през 1994 г., когато Маргарет II Датска награждава замъка с наградата Европейска Ностра за изключителна работа с историческото наследство.

## Градина и имот
Големият бароков парк с фонтаните и алеите е проектиран през 18 век. През 2009 г., с подкрепата на фондация Реалдиниа, градината е старателно реновирана 
900 декара имот включват Schildenseje, Sophie-Amaliegård, Sophienlund и Estrupgård.